# Eupteryx thoulessi
Eupteryx thoulessi är en insektsart som beskrevs av Edwards 1926. Eupteryx thoulessi ingår i släktet Eupteryx och familjen dvärgstritar. Arten är reproducerande i Sverige. Inga underarter finns listade i Catalogue of Life.